# Les Colonnes du ciel
Les colonnes du ciel est le titre d'une série romanesque de cinq volumes que l'écrivain Bernard Clavel écrit de 1976 à 1981, qui se passent en Franche-Comté pendant la guerre de Dix Ans qui s'est déroulée sous le règne de Louis XIII.
Cette épopée comprend les ouvrages suivants : 
- Volume I : La Saison des loups ;
- Volume II : La Lumière du lac ;
- Volume III : La Femme de guerre ;
- Volume IV : Marie bon pain ;
- Volume V : Compagnons du nouveau monde.

## Résumé

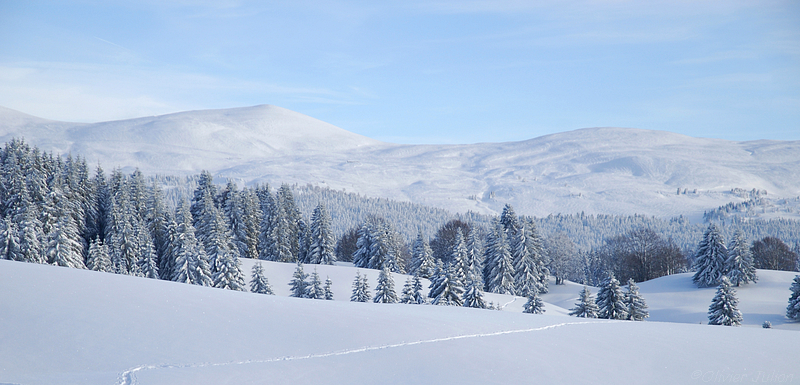
Paysage enneigé dans le Haut-Jura.

Au XVIIe siècle, c'est la saison des loups, la guerre ravage la Franche-Comté qui appartient alors à la couronne d'Espagne. Les armées du royaume de France mènent une guerre terrible dont souffrent les populations : villages incendiés, hommes torturés, assassinés ou décimés par la peste, tel est le bilan de cette conquête. Mais les habitants continuent à espérer, des paysans, des nobles ou des compagnons artisans. Tout commence dans l'hiver 1639, du côté de Salins-les-Bains où le charretier Mathieu Guyon est contraint par les autorités d'enterrer les victimes de la peste isolés dans un village voisin.
Ils[Qui ?] ont quitté leur village de La Vieille-Loye fuyant la guerre et la peste, mais ils ont dû affronter bien d'autres dangers dans des conditions si difficiles : le froid, la neige, la faim, parfois même les loups ou les soldats. Au fond de leur cœur se cache pourtant l'espoir d'avoir une vie meilleure en passant la frontière et en arrivant dans le pays de Vaud pour y trouver la lumière du lac. Leur chance : Bisontin-la-Vertue, compagnon charpentier, un guide si compétent, si chaleureux. Mais, quand ils arrivent aux portes de Morges sur les bords du lac Léman, ils ne sont pas les bienvenus :  on les parque dans un village isolé où ils tenteront malgré tout de recommencer une nouvelle existence.
Dans le troisième volume, La Femme de guerre, Hortense d'Eternoz est follement amoureuse du docteur Alexandre Blondel que tout le monde appelle affectueusement le fou merveilleux. Ils se sont dévoués pour les enfants, victimes innocentes de la guerre. Ils en ont sauvé tant qu'ils ont pu mais, au terme de leur voyage, le docteur va mourir et Hortense ne peut le supporter. Elle décide de repartir dans son pays et de le venger en luttant de toutes ses forces contre l'envahisseur français. Désormais, elle sera la femme de guerre. Avec la petite armée qu'elle a levée, elle se jette avec toute sa hargne dans cette guerre.
La terrible guerre qui a ravagé la Franche-Comté depuis une dizaine d'années, se termine en 1644. Toute la petite communauté, Marie bon pain, Pierre, Bisontin et les autres peuvent enfin regagner leur pays, se réinstaller à La Vieille-Loye dans la forêt de Chaux près de la ville de Dole. Ils retrouvent avec quel soulagement ces grands arbres avec leur fût rectiligne qu'ils appellent les colonnes du ciel. Ils ont retroussé leurs manches et relevé les ruines du village, construisant de nouvelles maisons, réapprenant à vivre dans la paix retrouvée. Mais un jour, Hortense d'Eternoz, la femme de guerre, revient parce qu'elle est accusée de sorcellerie et qu'on veut la traduire devant un tribunal pour l'envoyer au bûcher. 
Le dernier volume de cette série nous entraîne dans ce royaume du nord avec les Compagnons du nouveau monde, qui deviendra dans les années quatre-vingt la nouvelle série romanesque de Bernard Clavel. Bisontin-la-vertue est partagé entre un nouveau départ et le cœur de Marie. Mais finalement, il choisira de repartir. Choix fondamental pour l'auteur qui a été longtemps lui-même écartelé entre son désir de liberté et d'espace et ses liens avec son terroir franc-comtois. Le cœur gros, il s'embarque cependant pour le Nouveau Monde avec Dolois-Cœur-en-Joie, l'ami compagnon, et Séverine, la petite Malouine, dont il est épris. À Québec, la vie est difficile et ils n'ont pas choisi une vie confortable, rencontrant de nouvelles difficultés, la rudesse du climat, les Iroquois, les jésuites qui veulent tout régenter, le destin de tous les pionniers qui se lancent à l'aventure.

## Exergues et dédicaces de Clavel
- La Saison des loups : dédié à son ami Rober Boyer
- La Femme de guerre : « La nuit descend / On y pressent / Un long, un long destin de sang. » (Guillaume Apollinaire)
- Marie bon pain : « À l'intérieur, elle est devenue source. » (Rainer Maria Rilke)
- Compagnons du nouveau monde : « En certains lieux, à de certaines heures, regarder la mer est un poison. C'est comme quelquefois, regarder une femme. » (Victor Hugo : Les Travailleurs de la mer), dédié à son ami Gilbert Cesbron

## Adaptation télévisée
- 1985 : Les Colonnes du ciel, de Gabriel Axel série télévisée